# فرودگاه گوستاو ریزو
فرودگاه گوستاو ریزو (به انگلیسی: Gustavo Rizo Airport) یک فرودگاه با کد یاتا BCA است که یک باند فرود بتن دارد و طول باند آن ۱۸۵۰ متر است. این فرودگاه در شهر باراکوآ، کشور کوبا قرار دارد و در ارتفاع ۸ متری از سطح دریا واقع شده است.

## شرکت‌های هواپیمایی و مقصدهای پروازی
| شرکت‌های هواپیمایی | مقصدهای پروازی |
| ----------------- | -------------- |
| آئروگاویوتا       | خوزه مارتی     |
| هواپیمایی کوبا    | خوزه مارتی     |